# Névrite vestibulaire
 Mise en garde médicale
La névrite vestibulaire est une des causes les plus fréquentes de vertiges périphériques.
Il s'agit d'une affection aiguë du système vestibulaire, syndrome vestibulaire aigu — perte brutale, complète et unilatérale de l'équilibre — vraisemblablement d'origine virale.

## Physiopathologie

### Phase initiale
Les neurones vestibulaires du côté lésé sont privés d'information. On constate alors :
- une altération des voies vestibulo-oculaires, d'où un nystagmus battant du côté du vestibule sain, avec une attraction du corps du côté lésé ;
- une altération des voies vestibulo-réticulo-corticales provoquant vertiges et désordres du système neuro-végétatif : vomissements, transpiration, etc.

### Phase de régression
Le cervelet va progressivement inhiber les neurones du côté sain et ainsi s'établit un nouvel état d'équilibre.

### Phase de restauration
Le système nerveux central, par plasticité, désinhibe les neurones du côté lésé en utilisant des informations visuelles et proprioceptives et en accroissant l'efficacité du système commissural (les liaisons commissurales relient directement les noyaux vestibulaires symétriques). Le processus de guérison est relativement long selon l'atteinte (entre 6 et 12 mois).

## Traitement
Antivertigineux 
Rééducation vestibulaire